# No, no vuelve
No, No Vuelve es el quinto álbum de estudio solista del cantante español de música rock Dani Martín. Fue publicado el 12 de noviembre de 2021 por Sony Music.
El álbum repasa diez de los temas más reconocibles del Canto del Loco, grupo del que Martín fue vocalista desde su creación en 1994 hasta su separación en 2010, y contiene un tema inédito llamado igual que el álbum el cual habla sobre el pasado del cantante con su viejo grupo y critica la superficialidad de la fama.
Además, el álbum marca un regreso al pop rock que Dani Martín siempre ha hecho después de que en su anterior álbum Lo Que Me Dé La Gana experimentara con nuevos géneros.

## Lista de canciones
| N.º | Título                                    | Duración |  |
| 1.  | «Volverá (2021)»                          | 4:00     |  |
| 2.  | «Son Sueños (2021)»                       | 4:15     |  |
| 3.  | «Puede Ser (2021)»                        | 3:59     |  |
| 4.  | «Ya Nada Volverá a Ser Como Antes (2021)» | 3:53     |  |
| 5.  | «Qué Caro Es el Tiempo (2021)»            | 3:26     |  |
| 6.  | «Quiero Ser (2021)»                       | 3:55     |  |
| 7.  | «Peter Pan (2021)»                        | 4:58     |  |
| 8.  | «Una Foto En Blanco y Negro (2021)»       | 3:49     |  |
| 9.  | «La Suerte de Mi Vida (2021)»             | 5:14     |  |
| 10. | «Tal Como Eres (2021)»                    | 5:11     |  |
| 11. | «No, No Vuelve»                           | 3:49     |  |